# Klotz (Familienname)
Klotz ist ein deutscher Familienname.

## Namensträger

### A
- Adolf Klotz (1864–1936), deutscher Verwaltungsbeamter
- Aegidius Klotz (1733–1805), deutscher Geigenbauer
- Alain Klotz (* 1947), französischer Astronom
- Albert Klotz (Lehrer) (1812–1894), deutscher Gehörlosenlehrer
- Albert Klotz (Mediziner) (1911–1998), deutscher Generalstabsarzt
- Alena Fomina-Klotz (* 1989), ukrainisch-russische Tennisspielerin
- Alfred Klotz (1874–1956), deutscher Altphilologe
- Almut Klotz (1962–2013), deutsche Musikerin und Autorin
- Anne Klotz (* 1962), französische Filmeditorin
- Anton Klotz (Geigenbauer) (auch Kloz, Cloz oder Glotz; 1802–1851), deutscher Geigenbauer
- Anton Klotz (Grafiker), deutscher Maler und Grafiker
- Anton Klotz (Journalist) (1889–1961), österreichischer Journalist
- Anton Klotz (Politiker) (* 1952), deutscher Politiker (CSU)
- Anton Gregor Klotz (1827–1895), deutscher Politiker
- Arnold Klotz (* 1940), österreichischer Stadtplaner
- August Klotz (Künstler, 1808) (1808–1853), deutscher Maler und Konservator
- August Klotz (Politiker) (Christian August Klotz; 1857–1925), deutscher Politiker, Oberbürgermeister in Düren
- August Klotz, Pseudonym von August Klett (Künstler) (1864/1866–1928), deutscher Künstler

### B
- Bernd Klotz (* 1958), deutscher Fußballspieler und -trainer

### C
- Caspar Klotz (1774–1847), deutscher Zeichner und Maler
- Christian Adolph Klotz (1738–1771), deutscher Philologe
- Christoph Klotz (1979–2010), deutscher Eishockeyspieler
- Claude Klotz (1932–2010), französischer Schriftsteller, siehe Patrick Cauvin
- Clemens Klotz (1886–1969), deutscher Architekt

### E
- Edgar Klotz (* 1927), deutscher Fußballspieler
- Edmund Klotz (1855–1929), österreichischer Bildhauer
- Erhard Klotz (* 1938), deutscher Politiker (SPD)
- Erich Klotz (1907–1962), deutscher Politiker, Oberbürgermeister von Geislingen an der Steige
- Ernst Klotz (Grafiker) (1863–??), deutscher Grafiker und Kunsthandwerker
- Ernst Klotz (Jurist) (1873–1944), deutscher Verwaltungsjurist
- Ernst Klotz (Lyriker) (1894–1970), deutscher Lyriker
- Eva Klotz (* 1951), Südtiroler Politikerin

### F
- Florence Klotz (1920–2006), US-amerikanische Kostümbildnerin
- Frank Klotz (* 1951), pensionierter Generalleutnant der US Air Force
- Franziska Klotz (* 1979), deutsche Malerin

### G
- Georg Klotz (Geigenbauer) (1687–1737), Geigenbauer
- Georg Klotz (Attentäter) (Jörg Klotz; 1919–1976), Südtiroler Attentäter
- Georg Otto Hermann Klotz (Georg Otto Hermann Klotz II; 1818–1878), deutscher Generalleutnant
- Gerhard Klotz (1928–2017), deutscher Botaniker
- Gottlieb Klotz der Ältere (1780–1834), österreichischer Bildhauer
- Gottlieb Klotz der Jüngere (1819–1872), österreichischer Bildhauer
- Gretchen Dutschke-Klotz (* 1942), deutsche Theologin, Soziologin und Aktivistin
- Günther Klotz (1911–1972), deutscher Politiker, Oberbürgermeister von Karlsruhe
- Gustave Klotz (1810–1880), französischer Architekt

### H
- Hans Klotz (1900–1987), deutscher Kirchenmusiker und Organologe
- Hans-Jörg Klotz (* 1927), deutscher Fußballfunktionär
- Heinrich Klotz (1935–1999), deutscher Kunsthistoriker
- Helmut Klotz (* 1935), deutscher Opernsänger (Tenor) und Chorleiter
- Helmuth Klotz (Publizist) (1894–1943), deutscher Marineoffizier, Politiker (NSDAP, SPD) und Publizist
- Helmuth Klotz (Mediziner) (1929–2005), deutscher Arzt und Standespolitiker
- Hermann Klotz (Mediziner) (1845–1899), österreichischer Gynäkologe und Geburtshelfer
- Hermann Klotz (Bildhauer) (1850–1932), österreichischer Bildhauer
- Hermann Klotz (Architekt), deutscher Architekt und Baubeamter
- Hulda Emilie Klotz (1815–1900), deutsche Schauspielerin

### J
- Jack Klotz (1932–2020), US-amerikanischer American-Football-Spieler
- Jacob Klotz (1823–1909), deutscher Fabrikant und Politiker, MdR
- Jeff Klotz (* 1990), deutscher Autor und Verleger
- Joe Klotz, US-amerikanischer Filmeditor
- Johannes Klotz (* 1952), deutscher Autor und Publizist
- John Klotz, belgischer Segler
- Josef Anton Klotz (1761–1842), deutscher Geigenbauer
- Joseph Klotz (1785–1830), deutscher Bühnenbildner
- Józef Klotz (1900–1941), polnischer Fußballspieler
- Julia Klotz (* 1980), deutsche Sängerin, Schauspielerin und Gesangspädagogin
- Julius Gustav Adolf Klotz (Klotz I.; 1812–1892), deutscher Generalleutnant

### K
- Karl Klotz (Maler) (1810–1834), deutscher Maler
- Karl Klotz, eigentlicher Name von Petrus Klotz (1878–1967), österreichischer Geistlicher und Reiseschriftsteller, Abt von Sankt Peter
- Karl Klotz (Offizier), deutscher Generalstabsoffizier
- Karlheinz Klotz (* 1950), deutscher Leichtathlet
- Klara Klotz (1878–1965), deutsche Politikerin, MdL Württemberg
- Knut Klotz (* 1944), deutscher Politiker (SPD), MdA Berlin

### L
- Lenz Klotz (1925–2017), Schweizer Künstler
- Leopold Klotz (1879–1956), deutscher Verleger
- Lorenz Klotz (1854–1919), deutscher Fabrikant und Sammler
- Louis-Lucien Klotz (1868–1930), französischer Journalist und Politiker
- Lukas Klotz (* 1976), deutscher Pianist

### M
- Markus Klotz (* 1982), deutscher Basketballspieler
- Martin Klotz, österreichischer Bergsteiger
- Matthias Klotz (Geigenbauer) (1653–1743), deutscher Geigenbauer
- Matthias Klotz (Maler) (1748–1821), deutscher Maler und Lithograf
- Max Klotz (Mediziner) (1878–1941), deutscher Pädiater und Ernährungswissenschaftler
- Max Klotz (Geigenbauer) (1896–1916), deutscher Geigenbauer
- Max Klotz (Politiker) (1918–2003), deutscher Politiker (BP), MdL Bayern
- Maximilian von Klotz (1796–1864), deutscher Forstmann
- Michael Klotz, deutscher Orgelbauer
- Moritz Klotz (1813–1892), deutscher Jurist und Politiker, MdR

### N
- Natalie Klotz (* 1997), österreichische Eiskunstläuferin
- Nico Klotz (* 1986), deutscher Fußballspieler

### P
- Peter Klotz (* 1942), deutscher Fachdidaktiker
- Petrus Klotz (1878–1967), österreichischer Geistlicher und Reiseschriftsteller, Abt von Sankt Peter

### R
- Red Klotz (1920–2014), US-amerikanischer Basketballspieler
- Reinhold Klotz (1807–1870), deutscher Philologe
- Riccardo Klotz (* 1999), österreichischer Stabhochspringer
- Robert Klotz (1819–1895), US-amerikanischer Politiker
- Rudolf Klotz (1921–1986), österreichischer Lehrer, Schriftsteller und Heimatforscher

### S
- Sebastian Klotz (Geigenbauer) (1696–1775), deutscher Geigenbauer
- Sebastian Klotz (Musikwissenschaftler) (* 1963), deutscher Musikwissenschaftler
- Sibyll-Anka Klotz (* 1961), deutsche Politikerin (Grüne)
- Siegfried Klotz (1939–2004), deutscher Maler und Hochschullehrer
- Siegmar Klotz (* 1987), italienischer Skirennläufer
- Stephan Klotz (1606–1668), deutscher Theologe

### T
- Theodor Klotz-Dürrenbach (1890–1959), österreichischer Maler und Grafiker
- Thomas Klotz (Unternehmer), deutscher Unternehmer
- Thomas Klotz (Fußballspieler) (* 1974), österreichischer Fußballspieler
- Thomas Klotz (Musicaldarsteller) (* 1980), deutscher Musicaldarsteller und Moderator

### U
- Ulrike Klotz (* 1970), deutsche Turnerin

### V
- Volker Klotz (1930–2023), deutscher Literaturwissenschaftler, Theaterkritiker und Dramaturg
- Vuk Lungulov-Klotz (* 1994), US-amerikanischer Filmemacher chilenisch-serbischer Abstammung

### W
- Wilhelm Klotz (1679–1740), deutscher Jurist
- Wolfgang Klotz (* 1951), deutscher Turner